# ناگای میچی‌توشی
ناگای میچی‌توشی، ناگای هایاتو نو کامی (به ژاپنی: 長井 道利 Nagai Michitoshi); – ۱۷ سپتامبر ۱۵۷۱) یک سامورایی و از ملازم خاندان سایتو در دوره سنگوکو بود.
وی در خدمت سایتو دوسان، دایمیوی ولایت مینو و رهبر خاندان سایتو بود. هنگامی که سایتو یوشی‌تاتسو (پسر ارشد دوسان)، در یک مبارزه با پدرش درگیر شد، ناگای میچی‌توشی در کنار برادرزاده‌اش قرار گرفت و از وی حمایت کرد. میچی‌توشی بعد از مرگ سایتو یوشی‌تاتسو نیز در کنار پسر و جانشین وی سایتو تاتسواوکی، علیه خاندان اودا در طول محاصره قلعه اینابایاما (۱۵۶۷) جنگید. بعد از اینکه قلعه گیفو (نام جدیدِ قلعه اینابایاما) توسط نیروهای اودا تسخیر شد، میچی‌توشی به همراه تاتسواوکی تبعید شد.